# Psychotria heterocephala
Psychotria heterocephala är en måreväxtart som beskrevs av Johannes Müller Argoviensis. Psychotria heterocephala ingår i släktet Psychotria och familjen måreväxter. Inga underarter finns listade i Catalogue of Life.